# CA Banfield
Club Atlético Banfield, zkráceně CA Banfield, je argentinský fotbalový klub se sídlem ve městě Banfield v aglomeraci Buenos Aires. Banfield vyhrál jeden titul v argentinské lize. Hraje na stadiónu Estadio Florencio Sola.

## Úspěchy

### Domácí

#### Liga
- Primera División (1): 2009 Apertura

#### Pohár
- Copa de Honor Municipalidad de Buenos Aires (1): 1920